# 니세코이: 거짓 사랑
《니세코이: 거짓 사랑》(일본어: ニセコイ)는 2018년 일본의 로맨틱 코미디 영화로, 만화 《니세코이》의 실사화 작품이다. 카와이 하야토 감독이 연출했고, 나카지마 켄토, 키시 유타, 나카조 아야미, 이케마 나츠미, 시마자키 하루카가 각각 이치조 라쿠, 마이코 슈, 키리사키 치토게, 오노데라 코사키, 타치바나 마리카 역으로 출연한다.
2018년 12월 21일 일본 극장에 개봉했다.

## 줄거리
지역 야쿠자 '슈에이구미'의 외동아들이자 차기 보스 후보인 이치죠 라쿠에게는 어렸을 때 결혼을 약속한 여자아이가 있었다. 그때 주고받은 열쇠 모양 펜던트를 간직하며, 같은 반 여학생 오노데라를 짝사랑하고 있던 그는 전학생 키리사키 치토게와 만나게 된다. 전학 첫날부터 라쿠에게 니킥을 날린 치토게는 만나자 마자 싸우게 된다. 그런데 그녀는 지역에 새로 정착한 갱단 '비하이브'의 외동딸이었다. 라쿠와 치토게의 아버지들은 조직 화합을 위해 아들과 딸에게 연인이 되어달라고 부탁하고, 두 사람은 싸움을 막기 위해 어쩔 수 없이 거짓 연인 행세를 시작하게 된다.
라쿠는 치토게와 여전히 티격태격했지만 둘이 진짜 연인 사이인지 의심하는 다른 조직원들, 특히 치토게의 경호원 클로드의 방해 때문에 울며 겨자 먹기로 가짜 데이트를 하고, 좋아하는 오노데라에게는 오해받는 등 고생을 하게 된다. 그렇지만 치토게가 집안 때문에 제대로 친구를 사귀지 못하자 비슷한 처지에 있어 동정심을 느낀 라쿠는 치토게에게 오노데라를 소개해주는 등 도움을 준다. 이 기묘한 관계는 경찰청장의 딸이면서 어렸을 때 라쿠가 동화책을 읽어주었다고 주장하는 새로운 전학생 타치바나 마리카의 등장으로 인해 더욱 복잡해진다. 견원지간이던 라쿠와 치토게는 수영장에 빠진 라쿠를 치토게가 구하고, 수학여행 때 미아가 된 치토게를 라쿠가 구하면서 서로를 아끼는 마음이 생긴다. 한편, 치토게는 라쿠가 어렸을 때 만난 여자아이가 바로 오노데라임을 알게 되고 고민에 빠진다.
학교 축제가 다가오자, 사실 라쿠를 좋아하고 있던 오노데라는 반 행사로 로미오와 줄리엣 연극을 제안하고, 라쿠가 로미오 역으로 뽑힌다. 하지만 오노데라의 의도와는 달리 줄리엣 역은 치토게로 정해진다. 오노데라의 정체를 알고 있던 치토게는 난처해하다가 결국 줄리엣 역을 오노데라에게 넘긴다. 그런데 축제 당일, 오노데라가 발을 다치는 사고를 당해 줄리엣 역은 다시 치토게에게 가게 된다. 라쿠와 치토게의 연극은 처음에는 어색했지만 두 사람이 솔직함을 보이면서 조금씩 긴장이 풀리고, 그러면서 두 사람은 서로에 대한 감정을 확인한다.
연극이 끝나고 치토게는 라쿠를 학교 옥상으로 부른다. 그런데 옥상에는 치토게가 아닌 오노데라가 있었고, 오노데라는 라쿠에게 자신의 마음을 고백한다. 그러나 라쿠는 이제 치토게를 좋아하게 됐다면서 치토게를 찾아나선다. 그런데 치토게는 남몰래 미국으로 가기로 한 상태였다. 라쿠는 조직원들과 마리카의 도움을 얻어 공항에 당도하고, 그곳에서 클로드의 마지막 시험을 통과한다. 라쿠는 치토게가 탄 비행기를 멈춰 세우고, 두 사람은 서로 포옹 후 키스한다.

## 출연진
- 나카조 아야미 - 키리사키 치토게
- 이케마 나츠미 - 오노데라 코사키
- 아오노 카에데 - 츠구미 세이시로
- 카와무라 하나 - 미야모토 루리
- GENKING - 혼다 요코
- 마츠모토 마리카 - 히하라 쿄코
- 마루야마 토모미 - 사사키 류노스케
- 카토 료 - 고리사와
- 단 지로 - 아델트
- 타쿠마 신 - 이치조 잇세이
- DAIGO - 클로드 링하르트

### Sexy Zone/King & Prince/전AKB48멤버
- 나카지마 켄토(Sexy Zone) - 이치죠 라쿠
- 키시 유타(King & Prince) - 마이코 슈
- 시마자키 하루카 - 타치바나 마리카

## 찰영 정보
군마현, 이바라키현, 도쿄도 등지에서 촬영되었다. 극중 배경인 본야리 고등학교의 외견은 이바라키현 미토시에 소재한 구 현청 건물에서 촬영되었다.

## = 그외
드라마와 영화인 쿠로사키 군의 말대로는 되지 않아에서 함께 했던 Sexy Zone의 나카지마 켄토와 King & Prince의 키시 유타가 출현한 영화이기도 하다.